# Argentine Polar Dog
Il cane polare argentino o Argentine Polar Dog o perro polar argentino (PPA) è una razza canina estinta, sviluppata dall'esercito argentino per equipaggiare le sue basi antartiche in funzioni di trasporto come cane da slitta. Il cane polare argentino era un incrocio tra Siberian Husky, Alaskan Malamute, Groenlandia e Manchurian Spitz.
Si è estinto nel 1994 a seguito del suo trasferimento nel continente americano in conformità con le norme del Trattato Antartico per la Protezione Ambientale (TAPMA).
Dopo 43 anni di continuo lavoro in Antartide e senza alcun contatto con altri cani, il PPA aveva perso la sua naturale immunità alle comuni malattie dei cani.
Dei 30 componenti del primo gruppo trasferiti a Ushuaia e Mendoza, 28 sono morti durante il primo anno, rendendo impossibile incrociare e riprodurre i sopravvissuti poiché entrambi erano maschi.
La maggior parte dei componenti della seconda spedizione subì la stessa sorte, e i pochi sopravvissuti furono dispersi e consegnati a famiglie affidatarie molto lontane. Questi animali subirono incroci con  esemplari estranei alla razza, e così la genetica del cane polare argentino fu diluita con quella della popolazione canina fuegiana. Oggi è considerato estinto.